# Daytona International Speedway
Der Daytona International Speedway ist eine Motorsport-Rennstrecke in Daytona Beach, Florida. Auf dem Gelände des Superspeedways gibt es einen als Tri-Oval mit drei überhöhten Kurven ausgeführten Kurs mit einer Streckenlänge von 2,5 Meilen (4 km) und einen Straßenkurs im Innenraum des Ovals mit 5,7 km. Rund 101.500 Zuschauer finden an der Strecke Platz.

## Geschichte

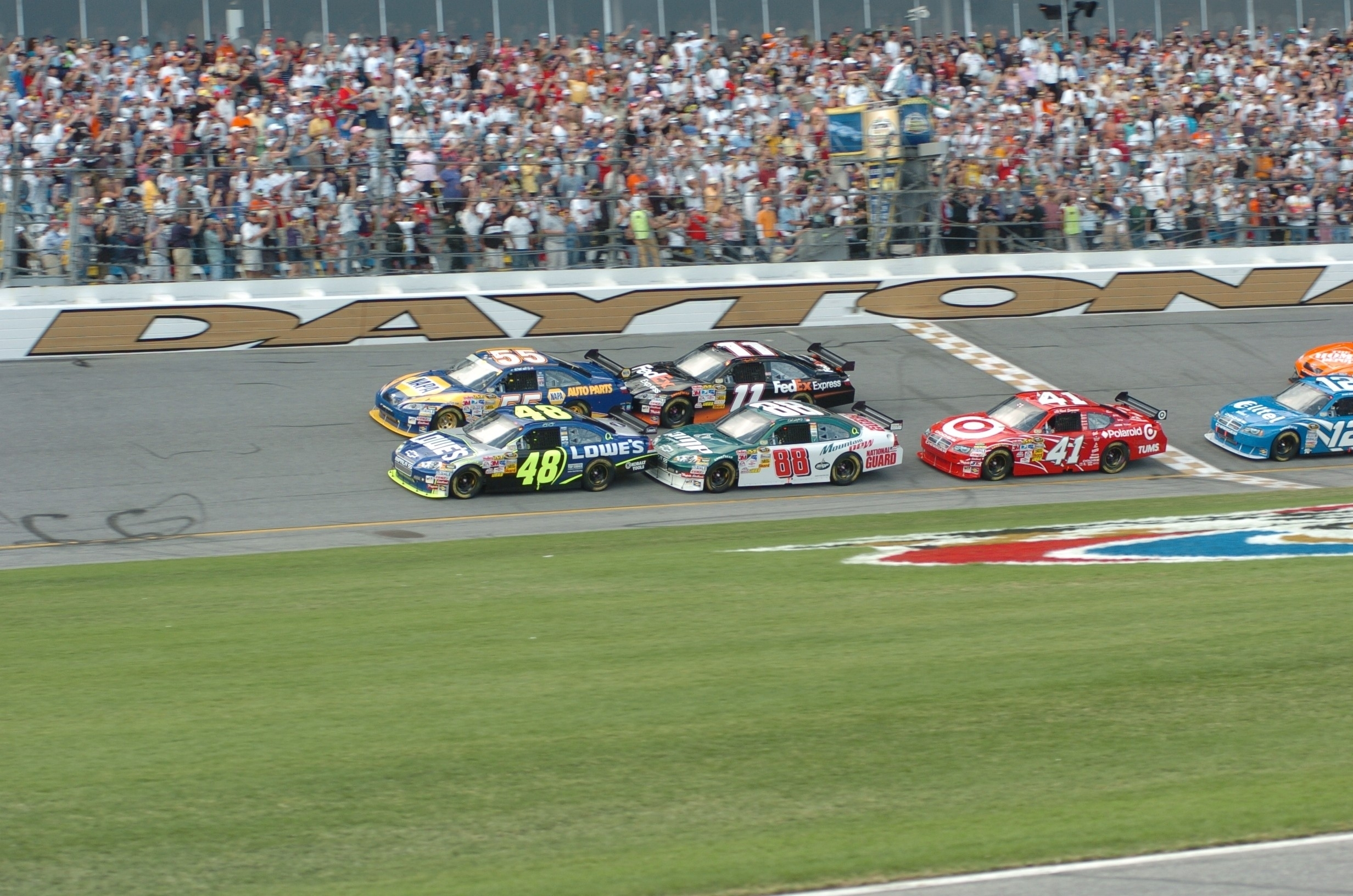
Jimmie Johnson in Führung beim Daytona 500 der Saison 2008

Die Umgebung von Daytona Beach war bereits früh mit dem Daytona Beach Road Course für Motorsport genutzt worden, wobei Bill France senior in den 1930er-Jahren die Leitung der Rennen übernahm. Dieser gründete einige Jahre später die NASCAR und fand sich mit der wachsenden Popularität der Rennen auf der Suche nach einer großen Rennstrecke wieder. Die Lösung wurde im Bau eines neuen Speedways in der Umgebung des Road Course gefunden. Mit einem Ingenieur namens Charles Moneypenney, welcher bereits am Bau der alten Strecke beteiligt war, schmiedete France Pläne für den neuen Speedway: mit einer hohen Kurvenüberhöhung sollten die Wagen höhere Geschwindigkeiten erreichen und den Zuschauern eine bessere Sicht auf die Strecke geben.
Die Stadtregierung verpachtete ein Stück Land in der Nähe des Flughafens und France konnte dank einiger Sponsoren und Investoren, wie dem Geschäftsmann Clint Murchison, die notwendige Summe für den Bau aufbringen. Am 16. August 1954 wurde der Vertrag mit den Offiziellen der Stadt unterzeichnet und am 25. November 1957 erfolgte der erste Spatenstich. Die Baukosten wurden im Verlauf der Arbeiten jedoch immer höher, unter anderem aufgrund der Schwierigkeiten, welche sich aus dem sandigen Untergrund ergaben. Da die Mittel für den letzten Bauabschnitt fehlten, verkaufte France im Vorfeld Tickets, was die Fertigstellung der Strecke Anfang 1959 möglich machte. Erste Testfahrten fanden bereits am 6. Februar statt, bevor am 22. Februar vor 41.000 Zuschauern das Eröffnungsrennen stattfand. Das sogenannte Daytona 500 wurde knapp von Lee Petty gewonnen und wurde zum jährlich ausgetragenen Ereignis. Bereits vor dem ersten Rennen starb jedoch der Rennfahrer Marshall Teague beim Versuch einen neuen Geschwindigkeitsrekord aufzustellen. Gleichzeitig wurde auch das Infield-Layout zum ersten Mal für kleinere Rennen verwendet.
Zu Beginn des Bestehens der Rennstrecke fanden erste USAC-Rennen dort statt, wobei mit George Amick auch der erste Rennfahrer bei einem Rennen tödlich verunglückte. Amicks Tod brachte die USAC dazu die Kurvenüberhohung des Daytona Speedway als zu hoch zu erklären, was weitere Formelrennen dort unmöglich machte. Stattdessen wurde ab 1962 ein Langstreckenrennen auf dem Infield als Teil der Sportwagen-Weltmeisterschaft ausgetragen, welches sich in den Folgejahren zu einem 24-Stunden-Rennen entwickelte. Um das Streckenlayout der Sportwagenrennen zu verbessern wurde die Boxenausfahrt leicht verändert.
Um die teilweise sehr hohen Geschwindigkeiten auf dem Speedway zu reduzieren, wurde 1973 eine Schikane auf der Strecke eingebaut, welche vor allem den Motorradrennfahrern eine erhöhte Sicherheit bieten sollte. Weitere kleinere Änderungen wurden 1976 an den Kurven 6 und 7 der Infield-Strecke sowie 1979 und 1984 an der Schikane vorgenommen. Mit den Verbesserungen konnte diese auch für Sportwagenrennen genutzt werden. Auch am Speedway wurden die Kurven leicht verändert, was eine kürzere Strecke zur Folge hatte. Ab 1998 wurde das Coke Zero 400 als Nachtrennen ausgetragen, was die Installation neuer Flutlichter erforderlich machte. Zu diesem Zeitpunkt war die Strecke damit die größte beleuchtete Freiluftsportanlage der Welt.
2002 wurde ein neues Streckenlayout fertiggestellt, welches durch den Infield führte. Für Rennen wurde dieses jedoch nie verwendet und war lediglich für eine Fahrschule von Nutzen. Mit den immer schneller werdenden Motorrädern wurde das Streckenlayout des Daytona 200 ebenfalls leicht verändert.
Nachdem beim Daytona 500 2010 Probleme mit der Streckenoberfläche offensichtlich wurden, entschieden sich die Betreiber für eine komplette Neuasphaltierung, welche im gleichen Jahr durchgeführt wurde. Als Austragungsort für UNOH Battle at the Beach, ein Showrennen für kleinere NASCAR-Rennklassen, wurde 2013 an der Rennstrecke ein kleiner Shorttrack errichtet. Auch im Folgejahr trug die NASCAR das Rennen auf derselben Strecke aus, doch mit den Renovierungsarbeiten wurde es danach ausgesetzt. 
Das 400 Millionen US-Dollar teure Projekt Daytona Rising wurde 2013 bekanntgegeben und sollte vor allem die Infrastruktur für die  NASCAR-Rennen verbessern. Dabei wurden die Tribünen auf der Gegengerade abgerissen und die Haupttribüne umgestaltet. Die Bauarbeiten waren Anfang 2016 abgeschlossen. Mit der Fertigstellung wurde die Kapazität auf 101'500 Plätze erhöht.
Mit der COVID-19-Pandemie wurde die Strecke weiterhin als Austragungsort für NASCAR-Rennen genutzt, doch da das traditionelle Rennen in Watkins Glen nicht dort stattfinden konnte, wurde es in Daytona ausgetragen. 2022 wurde bekanntgegeben, dass die Schikane auf dem Straßenkurs in Le Mans Chicane umbenannt wurde.

## Veranstaltungen
Bekannt ist die Rennstrecke ist vor allem als Austragungsort des Daytona 500, welches als das prestigeträchtigste und wichtigste Rennen der NASCAR Cup Series gilt und auf dem Tri-Oval gefahren wird. Es wird jährlich als Eröffnungsrennen der Rennserie ausgetragen und geht über eine Distanz von 200 Runden. Neben dem Daytona 500 werden auch das Can-Am Duels, welche als Qualifikationsrennen fungieren, sowie das Coke Zero 400 im Rahmen der Cup Series auf der Strecke gefahren. Letzteres findet traditionell Nachts statt. Weitere NASCAR-Rennserien wie die Xfinity Series und die Craftsman Truck Series fahren ebenfalls Rennen auf dem Speedway.

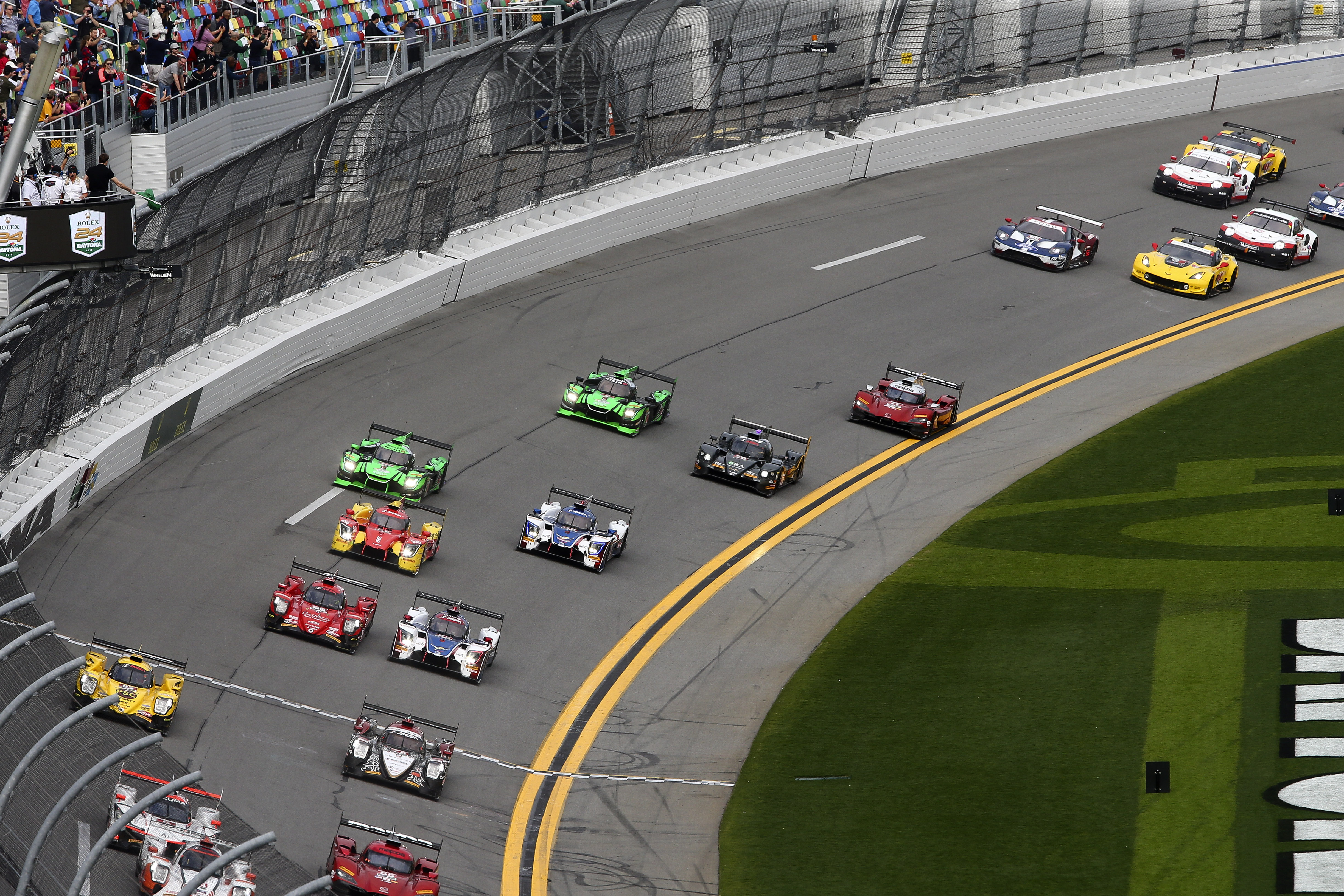
Rennstart der 24 Stunden von Daytona 2018

Neben den NASCAR-Rennen ist der Speedway vor allem mit dem 24-Stunden-Rennen von Daytona bekannt. Das Sportwagenrennen wird seit 1966 jährlich ausgetragen und auf dem Sports Car Course gefahren. Als Saisonauftakt des IMSA WeatherTech SportsCar Championship gilt es, neben den 12 Stunden von Sebring, als eines der wichtigsten Langstreckenrennen in Nordamerika. Im Rahmenprogramm fährt unter anderem die Michelin Pilot Challenge.
Am 26. und 27. September 2006 hielten Vítor Meira, Indianapolis-500-Champion Sam Hornish junior, Tony Kanaan, Scott Dixon und Indianapolis-500- und IndyCar-Series-Champion von 2005, Dan Wheldon, zum ersten Mal seit 1959 ein Training auf dem Speedway ab. Am 31. Januar und dem 1. Februar kehrte die IndyCar Series für einen 17 Autos umfassenden Test nach Daytona zurück. Die IndyCar Series zog ein Rennen auf dem Daytona Speedway in der Saison 2008 in Betracht, entschied sich aber dagegen.
Mit Superbikes wird das Daytona 200 gefahren, welches seit 1937 ausgetragen wird, seit 1961 auf dem Infield des Daytona International Speedway. Auch das AMA Supercross Championship ist auf der Rennstrecke zugegen.

## Rekorde
| Rekord                        | Jahr | Datum       | Fahrer                | Hersteller | Zeit    | Durchschnitts- geschwindigkeit (mph) | Durchschnitts- geschwindigkeit (km/h) |
| ----------------------------- | ---- | ----------- | --------------------- | ---------- | ------- | ------------------------------------ | ------------------------------------- |
| NASCAR Cup Series             |      |             |                       |            |         |                                      |                                       |
| Qualifying                    | 1987 | 9. Februar  | Bill Elliott          | Ford       | 42,783  | 210,364                              | 338,548                               |
| Rennen (500 Meilen)           | 1980 | 17. Februar | Buddy Baker           | Oldsmobile | 2:48:55 | 177,602                              | 285,823                               |
| Rennen (400 Meilen)           | 1980 | 4. Juli     | Bobby Allison         | Oldsmobile | 2:18:21 | 173,473                              | 279,178                               |
| NASCAR Nationwide Series      |      |             |                       |            |         |                                      |                                       |
| Qualifying                    | 1987 |             | Tommy Houston         | Buick      | 46,299  | 194,389                              | 312,839                               |
| Rennen (300 Meilen)           | 1985 | 16. Februar | Geoff Bodine          | Pontiac    | 1:54:33 | 157,137                              | 252,887                               |
| Rennen (250 Meilen)           | 2003 | 4. Juli     | Dale Earnhardt junior | Chevrolet  | 1:37:35 | 153,715                              | 247,380                               |
| NASCAR Craftsman Truck Series |      |             |                       |            |         |                                      |                                       |
| Qualifying                    | 2000 |             | Joe Ruttman           | Dodge      | 47,984  | 187,563                              | 301,853                               |
| Rennen (250 Meilen)           | 2006 | 17. Februar | Mark Martin           | Ford       | 1:42:18 | 146,622                              | 235,965                               |

## Unfälle mit Todesfolge
Auf der bedeutendsten Rennstrecke der Cup Series verloren mehr als 30 Rennfahrer seit der Eröffnung ihr Leben. Der wohl bekannteste Unfall war der von Rennikone Dale Earnhardt, als er bei Beendigung der letzten Rennrunde des Daytona 500 von 2001 in einen Crash involviert war und dabei sein Leben verlor.
Alle Unfälle mit Todesfolge nach dem Unfallsjahr sortiert:
- Marshall Teague (Testfahrt zu Vorbereitungen zu einem neuen Geschwindigkeitsrekord in einem umkonfigurierten IndyCar), 11. Februar 1959
- George Amick (USAC-100-Meilen-Rennen), 4. April 1959
- Bernie Taylor (Powerboat-Rennen auf dem See im Infield), 14. Juni 1959
- Harold Haberling (NASCAR-Training), 21. Februar 1964
- Billy Drew Wade (NASCAR Grand National-Reifentest), 5. Januar 1965
- Don MacTavish (Permatex-300-Sportsman-Rennen), 21. Februar 1969
- Wayne Harris Bartz (Lightweight Motorradrennen), 12. März 1969
- Talmadge „Tab“ Prince (Daytona 500-Qualifikationsrennen), 19. Februar 1970
- Joe „Rusty“ Bradley (Daytona 200-Motorradrennen), 14. März 1971
- David Pearl (Paul-Whiteman-Trophy-Rennen), 30. Juli 1971
- Friday Hassler (Daytona 500-Qualifikationsrennen), 17. Februar 1972
- Ricky Knotts (Daytona 500-Qualifikationsrennen), 14. Februar 1980
- Francis Affleck (ARCA-Training), 7. Februar 1985
- Charles Ogle (Tourenwagentraining), verunfallt am 15. Dezember 1985, gestorben am 26. Dezember 1985
- Bruce Jacobi (Daytona 500-Qualifikationsrennen), verunfallt Februar 1983, gestorben am 4. Februar 1987
- Joe Young (Charlotte-Daytona-Dash-Rennen), 13. Februar 1987
- James Kolman (Kart-Test), 27. Dezember 1987
- Randy Glenn (Motorrad-Test), 26. Februar 1988
- Don Williams (Sportsman-300-Rennen), verunfallt Februar 1979, gestorben am 21. Mai 1989
- Dale Robertson (Daytona-Kart-Week-Rennen), 27. Dezember 1989
- Julius Johnson (ARCA-200-Rennen), verunfallt am 11. Februar 1990, gestorben am 14. Februar 1990
- Joe Booher (Florida-200-Dash-Rennen), 12. Februar 1993
- James Adamo (Daytona 200), 7. März 1993
- Neil Bonnett (Training zum Qualifying zum Daytona 500), 11. Februar 1994
- Rodney Orr (Training zum Qualifying zum Daytona 500), 14. Februar 1994
- Michael Himes (IMSA-Showroom-Stock-Sportwagen-Rennen), 31. Januar 1997
- Roger Reiman (Motorrad-Training für „Racing Legends“), 4. März 1997
- Dale Earnhardt (Daytona 500), 18. Februar 2001
- Dirk Piz (Daytona 200), 11. März 2001
- Stuart Stratton (Fall Cycle Scene-Motorradrennen), 19. Oktober 2001
- Michael Davis Jr. (Daytona-Kart-Week-Rennen), 30. Dezember 2001
- Roy H. Weaver III (Rennstrecken-Angestellter, überfahren von Ray Paprota während der IPOWER Dash Series 150), 8. Februar 2004
- Bryan Cassell (Motorrad-Training, CCS/FUSA Fall Cycle Scene), 18. Oktober 2005

### Unfälle mit verletzten Zuschauern
Bei einem Massenunfall 2013 im Rennen der Nationwide Series, dem DRIVEFORCOPD 300, wurden 28 Zuschauer verletzt, nachdem das Auto von Kyle Larson hochstieg und im Fangzaun schwer beschädigt wurde. Umherfliegende Trümmer (ein Rad flog bis in die 40. Reihe der Tribüne) waren für die Verletzungen verantwortlich. Auch der Motorblock durchschlug die Absperrungen.

## Galerie

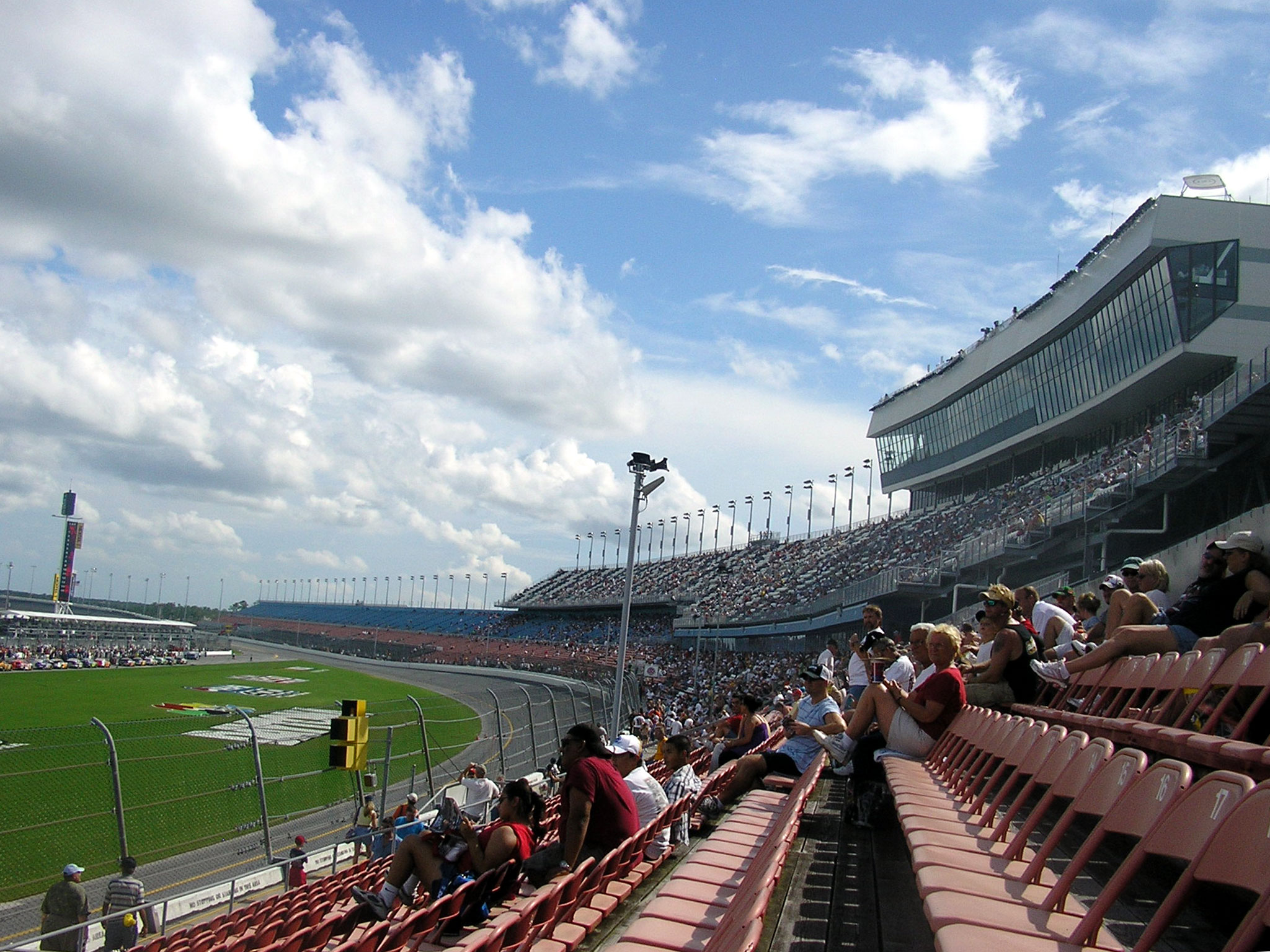
Die Haupttribüne vor der Renovierung 2013
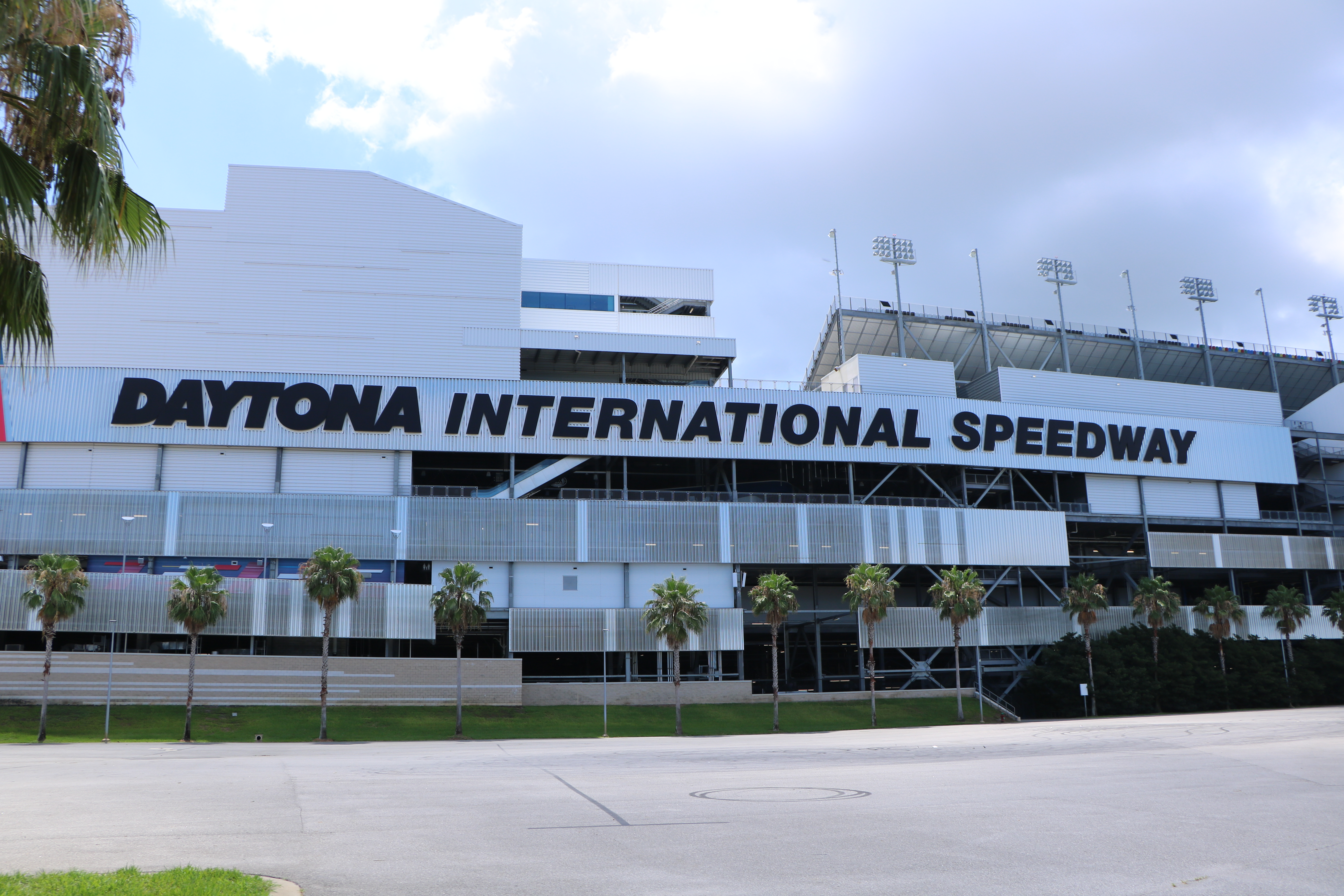
Das "Daytona Rising" Gebäude, welches 2016 fertig gestellt wurde
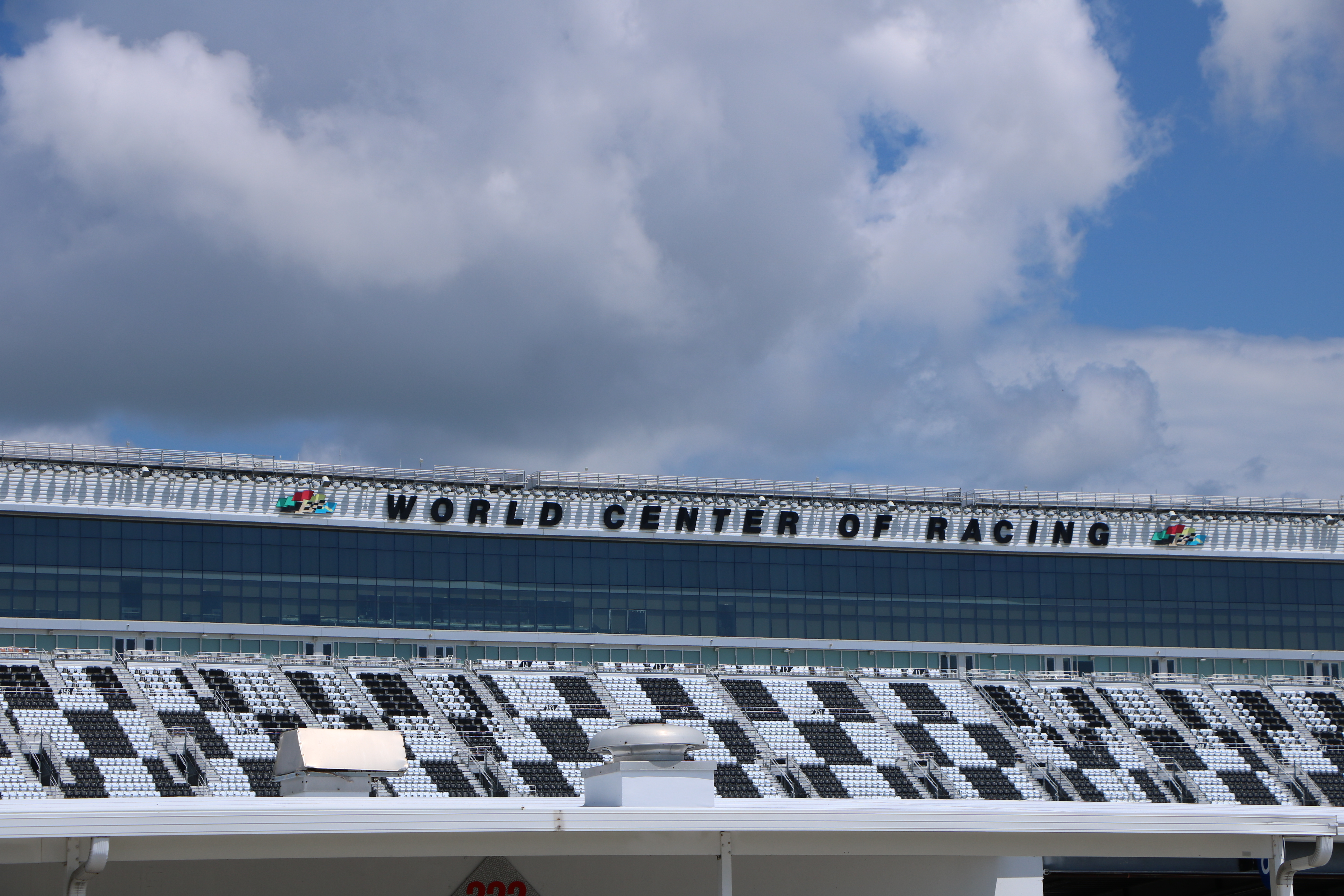
"World Center of Racing" ist von der ganzen Strecke aus zu lesen
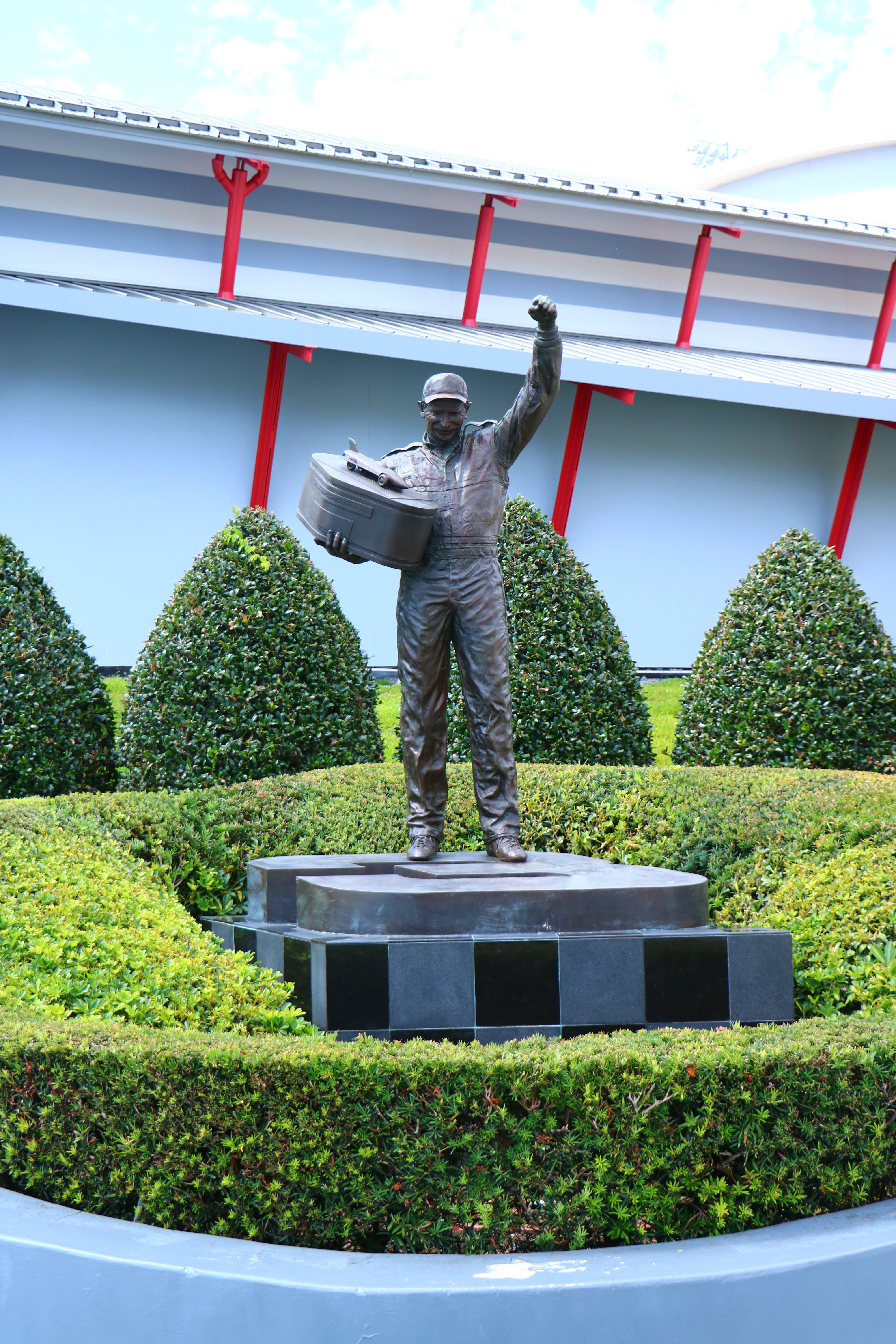
Statue von Dale Earnhardt mit der Sieger-Trophäe von 1998
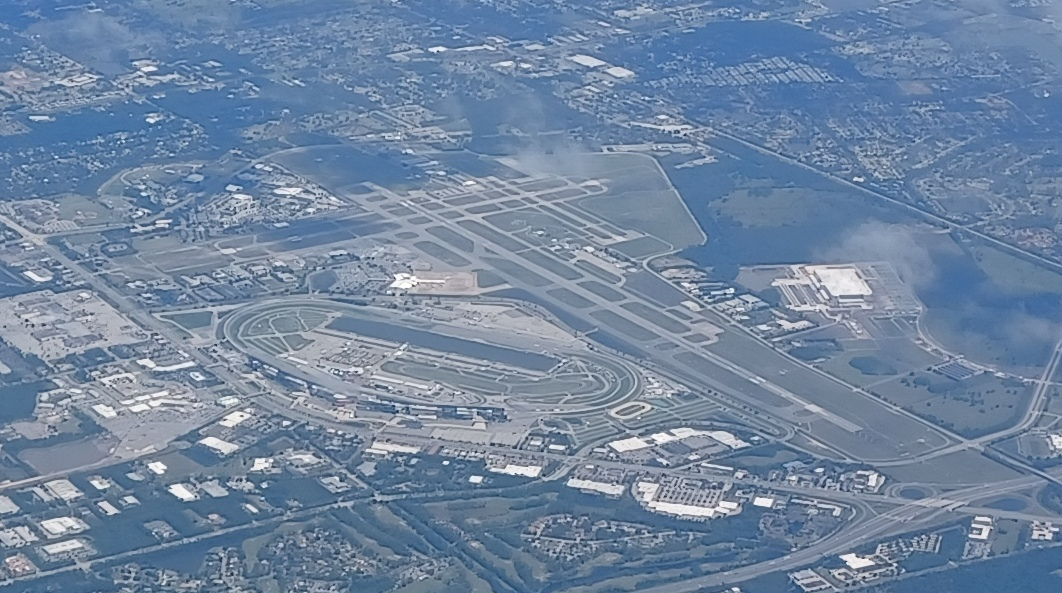
Luftaufnahme
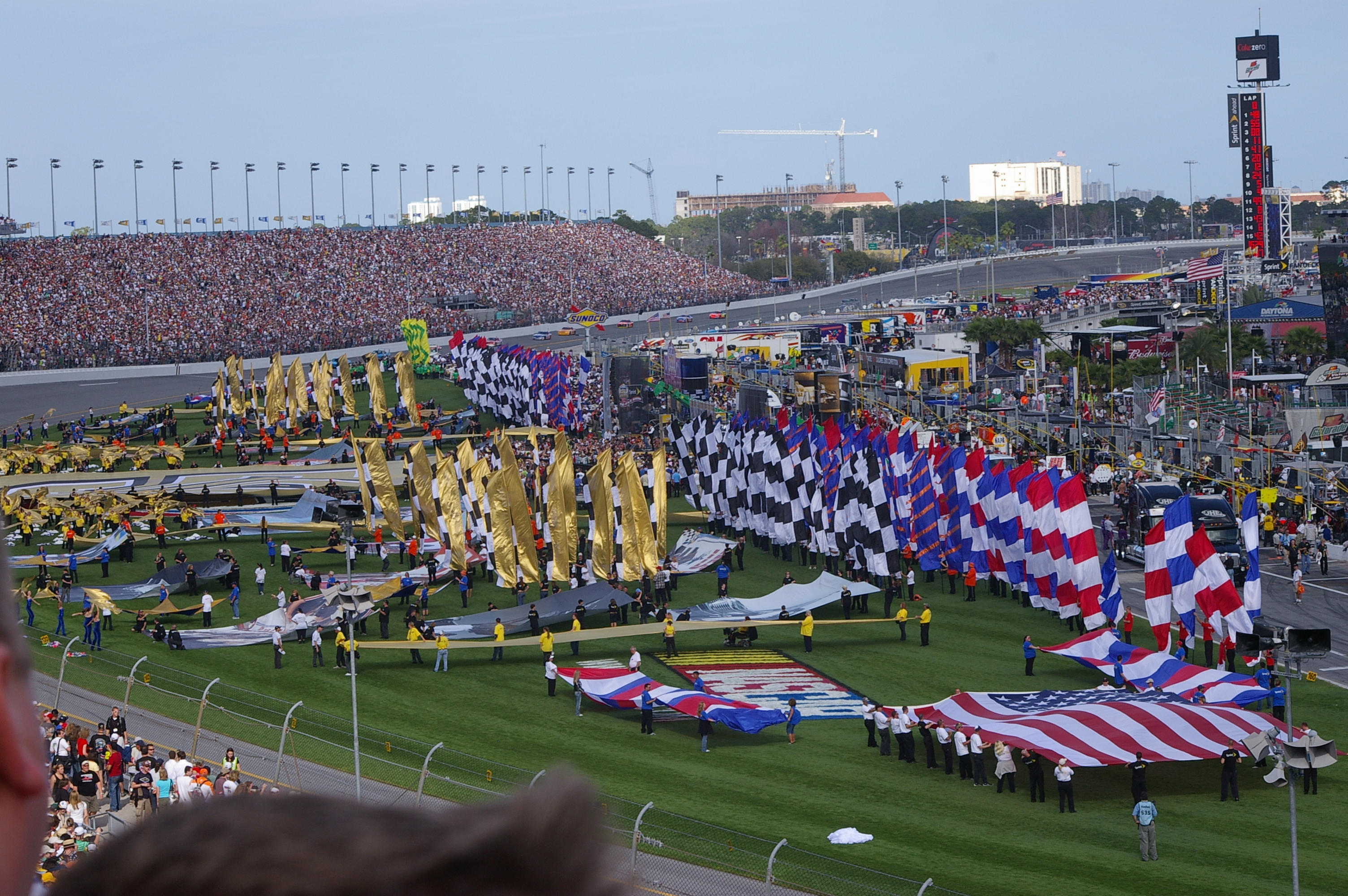
Show vor dem Daytona 500 2008
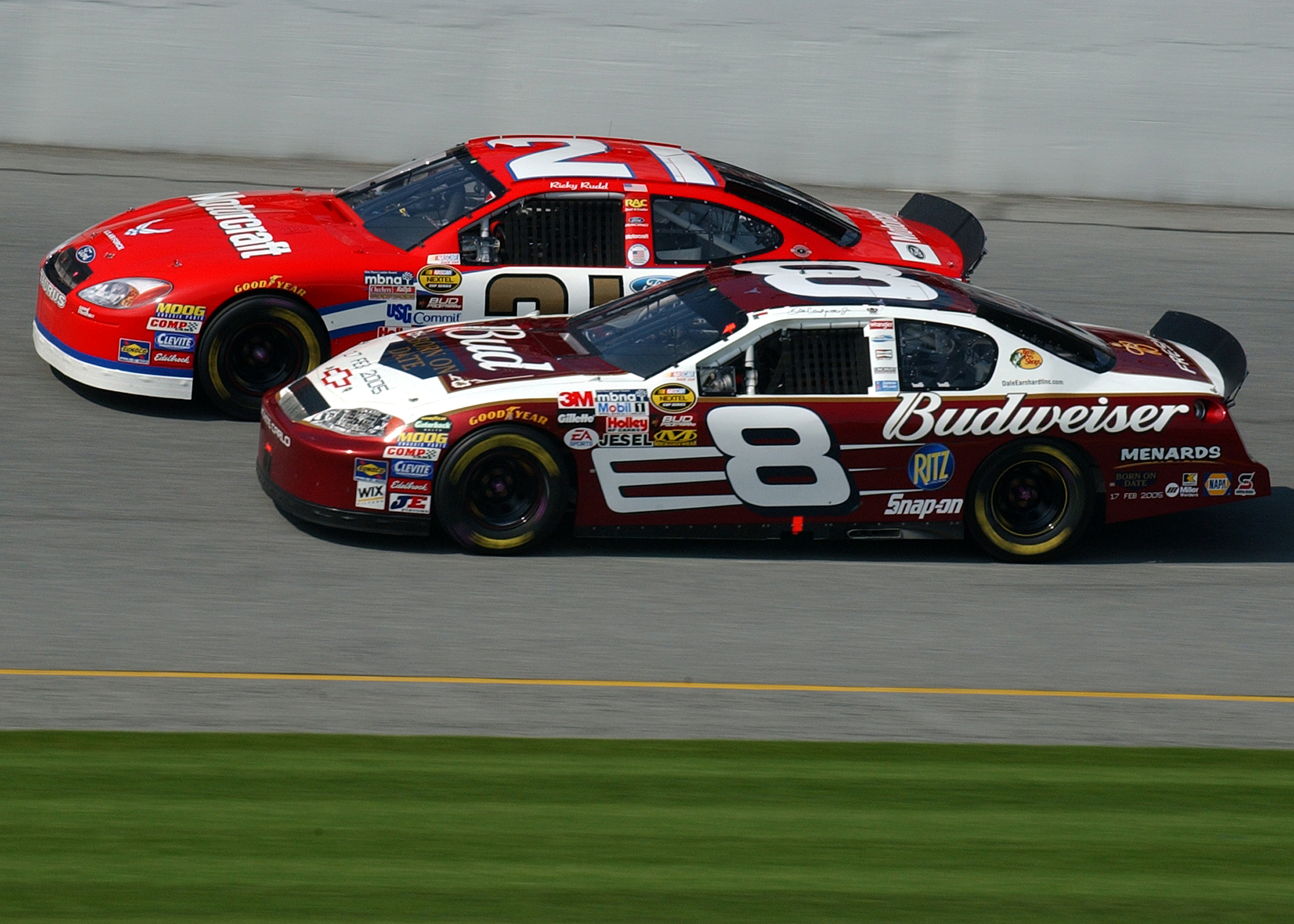
Ricky Rudd und Dale Earnhardt Jr. duelieren sich bei der Qualifikation